# Rachmanka (rzeka)
Rachmanka (ros. Рахманка) – rzeka w Mordowii w Rosji, lewy dopływ Junki (dorzecze Mokszy). Długość rzeki wynosi 14 km.
Rachmanka płynie w rejonie torbiejewskim. Wypływa w pobliżu wsi Krasnoarmiejskij, a ujście w Junce ma w pobliżu wsi Mochowa Rachmanka.